# Iy (5. Dynastie)
Iy war ein hoher altägyptischer Beamter, der wahrscheinlich in der 5. Dynastie (2504 bis 2347 v. Chr.) amtierte.

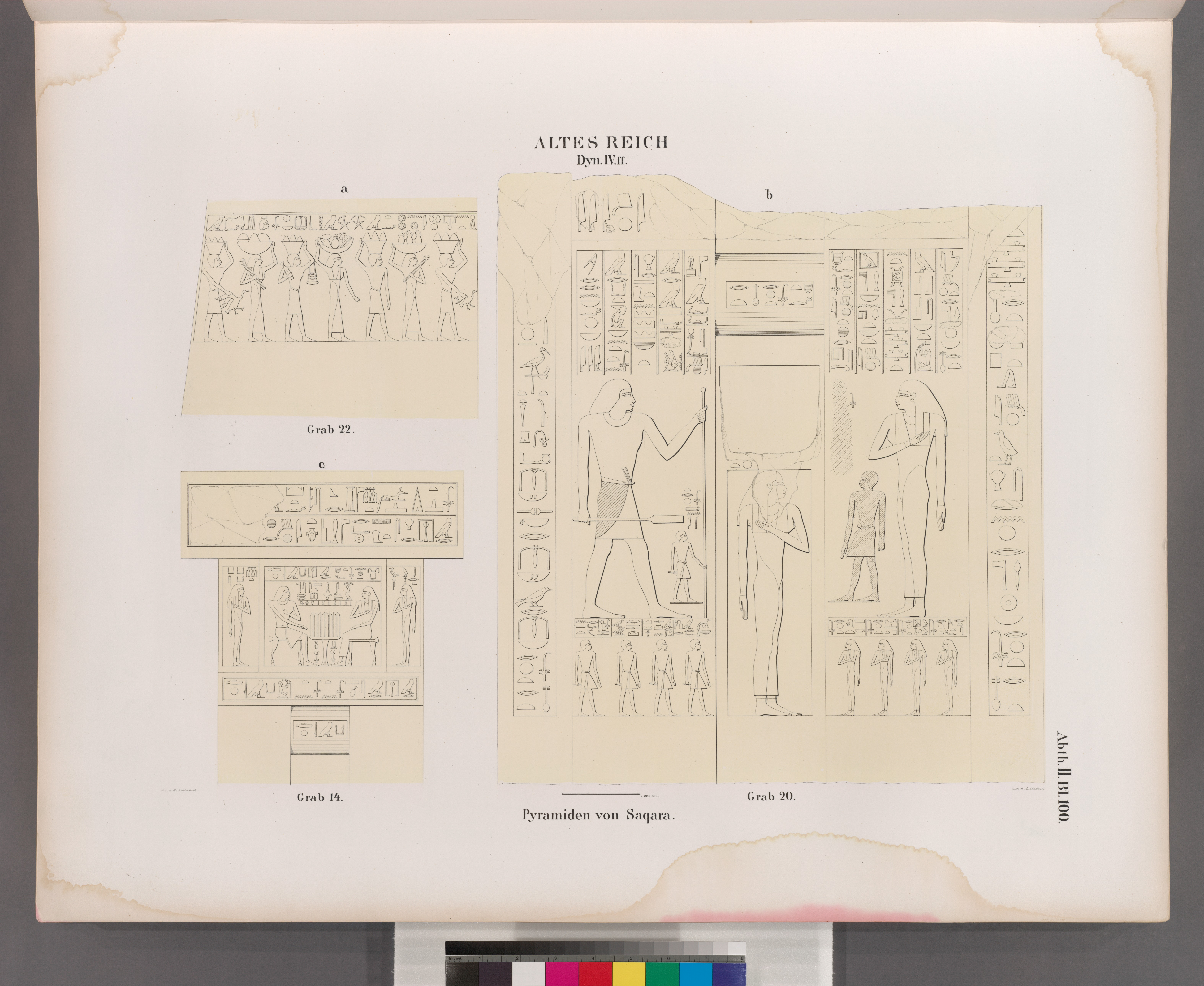
C. R. Lepsius: „Scheintür der Nefret“ (LS 20)

Iy ist von seiner Mastaba (LS 20 / C 26) in Sakkara bekannt. Der Grabbau wurde im 19. Jahrhundert von verschiedenen Forschern untersucht, die auch Teile der Inschriften kopierten und publizierten. Vor allem die Scheintür seiner Gemahlin ist erhalten und wurde später ins Ägyptische Museum in Kairo (Inventarnummer CG 57124) gebracht.
Iy trug verschiedene Titel, die andeuten, dass er Expeditionsleiter war. Sein höchster Titel ist Vorsteher aller Arbeiten des Königs. Daneben war er Gottessiegler in den beiden Booten (ein Expeditionstitel), Aufseher der beiden Boote, Truppenvorsteher und Geheimrat aller Fremdländer. Seine Gemahlin war die Priesterin der Neith Nefret.
Die Datierung des Iy ist unsicher. Laut Nigel Strudwick lebte er Mitte bis Ende der 5. Dynastie, möglicherweise zur Zeit von Pharao Djedkare etwa 2410 bis 2380 v. Chr.